# Mark Boone Junior
Mark Boone Junior (Cincinnati, 17 marzo 1955) è un attore e regista statunitense.

## Biografia
Dopo vari provini, debutta al cinema nel 1983 partecipando al film Variety. Cinque anni dopo appare in un piccolissimo ruolo nella pellicola cinematografica Landlord Blues.  Partecipa a film importanti come Uomini e topi e Ultima fermata Brooklyn in dei ruoli minori. Nel 1999 acquista popolarità grazie al film La figlia del generale, dove interpreta Dalbert Elkins. In seguito recita nella serie televisiva Sons of Anarchy e diventa sempre più celebre. La fama internazionale arriva, però, quando prende parte al film di Christopher Nolan, Memento. Nel 2008 affianca Melissa Leo nel film Frozen River - Fiume di ghiaccio.

## Filmografia parziale

### Cinema
- Variety, regia di Bette Gordon (1983)
- Landlord Blues, regia di Jacob Burckhardt (1988)
- Cookie, regia di Susan Seidelman (1989)
- Ultima fermata Brooklyn (Last Exit to Brooklyn), regia di Uli Edel (1989)
- Due donne e un assassino (In the Spirit), regia di Sanda Seacart (1990)
- 58 minuti per morire - Die Harder (Die Hard 2), regia di Renny Harlin (1990)
- Uomini e topi (Of Mice and Men), regia di Gary Sinise (1992)
- Pronti a morire (The Quick and the Dead), regia di Sam Raimi (1995)
- L'ultimo cacciatore (Last of the Dogmen), regia di Tab Murphy (1995)
- Seven, regia di David Fincher (1995)
- Mosche da bar (Trees Lounge), regia di Steve Buscemi (1996)
- Rosewood, regia di John Singleton (1997)
- The Game - Nessuna regola (The Game), regia di David Fincher (1997)
- Piscine - Incontri a Beverly Hills (Hugo Pool), regia di Robert Downey Sr. (1997)
- Vampires (John Carpenter's / Vampires), regia di John Carpenter (1998)
- Armageddon - Giudizio finale (Armageddon), regia di Michael Bay (1998)
- Incubo finale (I Still Know What You Did Last Summer), regia di Danny Cannon (1998)
- La sottile linea rossa (The Thin Red Line), regia di Terrence Malick (1998)
- La figlia del generale (The General's Daughter), regia di Simon West (1999)
- La vendetta di Carter (Get Carter), regia di Stephen Kay (2000)
- Animal Factory, regia di Steve Buscemi (2000)
- Memento, regia di Christopher Nolan (2000)
- 2 Fast 2 Furious, regia di John Singleton (2003)
- La casa maledetta (Dead Birds), regia di Alex Turner (2004)
- Batman Begins, regia di Christopher Nolan (2005)
- Lonesome Jim, regia di Steve Buscemi (2005)
- Full Clip, regia di Christopher Morrison (2006)
- Identità sospette (Unknown), regia di Simon Brand (2006)
- 30 giorni di buio (30 Days of Night), regia di David Slade (2007)
- Frozen River - Fiume di ghiaccio (Frozen River), regia di Courtney Hunt (2008)
- Halloween II, regia di Rob Zombie (2009)
- Che fine ha fatto Pete Smalls? (Pete Smalls is Dead), regia di Alexandre Rockwell (2010)
- Life of Crime - Scambio a sorpresa (Life of Crime), regia di Daniel Schechter (2013)
- The Birth of a Nation - Il risveglio di un popolo (The Birth of a Nation), regia di Nate Parker (2016)
- Gioventù perduta (Run with the Hunted), regia di John Swab (2019)
- The Gateway, regia di Michele Civetta (2021)
- Ida Red, regia di John Swab (2021)
- A Little White Lie, regia di Michael Maren (2023)
- Atrabilious, regia di William Atticus Parker (2023)
- O'Dessa, regia di Geremy Jasper (2025)

#### Televisione
- Law & Order - I due volti della giustizia (Law & Order) – serie TV (1990)
- Frankenfish - Pesci mutanti (Frankenfish), regia di Mark A.Z. Dippé – film TV (2004)
- Sons of Anarchy – serie TV, 87 episodi (2008-2014)
- Law & Order - Unità vittime speciali (Law & Order: Special Victims Unit) – serie TV, episodio 15x14 (2014)
- Patriot – serie TV, 5 episodi (2017-2018)
- The Mandalorian – serie TV, episodio 1x06 (2019)
- Paradise City – serie TV, 8 episodi (2021)

## Doppiatori italiani
Nelle versioni in italiano delle opere in cui ha recitato, Mark Boone Junior è stato doppiato da:
- Roberto Draghetti in Memento, Frankenfish - Pesci mutanti, Carnivàle, 30 giorni di buio, Halloween II, Che fine ha fatto Pete Smalls?, Law & Order - Unità vittime speciali
- Claudio Fattoretto in La figlia del generale, Animal Factory, Management - Un amore in fuga
- Franco Zucca in The Last Man on Earth, Flaked
- Pietro Ubaldi in Wristcutters - Una storia d'amore, Patriot
- Danilo De Girolamo in 2 Fast 2 Furious
- Massimo Corvo in Sons of Anarchy
- Roberto Pedicini in Batman Begins
- Angelo Nicotra in Shade - Carta vincente
- Gianluca Tusco in The Game - Nessuna regola
- Simone Mori in Vampires
- Alessandro Messina in Real Deal - Patto di sangue
- Ennio Coltorti in Mosche da bar
- Francesco Pannofino in Pronti a morire
- Saverio Indrio in Life of Crime
- Claudio Moneta in Piscine - Incontri a Beverly Hills
- Jacques Peyrac in Frozen River - Fiume di ghiaccio
- Roberto Fidecaro in Elementary
- Bruno Alessandro in The Birth of a Nation - Il risveglio di un popolo
- Paolo Buglioni in The Mandalorian
- Stefano Mondini in A Little White Lie
- Dario Oppido in O'Dessa